# 林更新
林更新（1988年2月13日—），辽宁省沈阳市人，中国大陆男演员。2011年毕业于上海戏剧学院，同年在電視劇《步步惊心》中饰演十四阿哥而成名，因徐克導演的賞識，參演了《狄仁杰之神都龙王》、《智取威虎山》、《三少爺的劍》、《西游伏妖篇》等多部電影。2014年獲提名第33届香港电影金像奖最佳新人獎。2016年出演《武神赵子龙》中的男主角趙子龍。2017年出演《楚喬傳》中的男主角宇文玥。2024年出演《與鳳行》中的男主角行止/行云，及《玫瑰的故事》中的主角方協文。

## 影视作品

### 电视剧
| 年份   | 剧名                   | 角色           | 备注   |
| 2011年 | 步步惊心               | 允禵           |        |
| 2012年 | 軒轅劍之天之痕         | 张烈           |        |
| 2012年 | 姐姐立正向前走         | 童少天         |        |
| 2014年 | 舞乐传奇               | 舒难陀         |        |
| 2016年 | 武神赵子龙             | 赵子龙（赵云） |        |
| 2017年 | 楚乔传                 | 宇文玥         |        |
| 2020年 | 最初的相遇，最后的别离 | 严谨           |        |
| 2021年 | 刘老根4                | 林震           | 网络剧 |
| 2021年 | 我的砍价女王           | 盛哲宁         |        |
| 2022年 | 请叫我总监             | 陆既明         |        |
| 2024年 | 與鳳行                 | 行止/行云      |        |
| 2024年 | 玫瑰的故事             | 方协文         |        |
| 待播   | 刘老根5                | 林震           | 网络剧 |

### 电影
| 年份   | 电影名              | 角色                                                        | 备注       |
| 2009年 | 蓝色矢车菊          | 南海天                                                      |            |
| 2009年 | 玩命魔术            | 童行                                                        |            |
| 2013年 | 狄仁杰之神都龙王    | 沙陀忠                                                      |            |
| 2014年 | 大话天仙            | 林冲                                                        |            |
| 2014年 | 同桌的你            | 林一                                                        |            |
| 2014年 | 驯龙高手2           | 小嗝嗝·阿伦德斯·哈德克三世（Hiccup Horrendous Haddock III） | 中国版配音 |
| 2014年 | 痞子英雄2：黎明再起 | 陈真                                                        |            |
| 2014年 | 智取威虎山          | 203少剑波                                                   |            |
| 2015年 | 煎饼侠              | 林更新                                                      | 客串       |
| 2016年 | 谁的青春不迷茫      | 林子傲                                                      | 客串       |
| 2016年 | 快手枪手快枪手      | 小庄                                                        |            |
| 2016年 | 三少爷的剑          | 谢晓峰                                                      |            |
| 2016年 | 长城                | 陈将军                                                      |            |
| 2017   | 西游伏妖篇          | 孫悟空                                                      |            |
| 2017   | 有完没完            | 小新                                                        | 客串       |
| 2018年 | 狄仁杰之四大天王    | 沙陀忠                                                      |            |
| 2021年 | 日常幻想指南        | 花妞                                                        | 特别出演   |

### 微電影
| 年份   | 片名   | 角色 | 备注 |
| 2017年 | 忘憂鎮 |      |      |

### MV
| 年份   | 歌手 | 歌曲 | 导演       |
| 2010年 | 胡歌 | 蓝光 | Fei&Trisha |

### 綜藝節目
- 2015年《挑戰者聯盟》第一季固定嘉賓
- 2017年《放開我北鼻》第二季固定嘉賓
- 2017年《三个院子》固定嘉宾
- 2018年《机器人争霸》常驻嘉宾[2]
- 2022年《新遊記》固定嘉賓
- 2023年《一起露营吧》 第二季
- 2024年《盒子里的猫》

## 獎項
- 2011年搜狐秋季电视剧盛典最佳男新人奖
- 2011年搜狐电视月刊十大新生力量
- 2011年联合报大陆四小生接班人
- 2011年新浪电视年终盘点年度最佳新人
- 2011年新浪娱乐年度盘点五大新人
- 2011年南方都市报娱乐年鉴美丽榜《步步》演员获第二名、网友票选第一名
- 2012年奇艺盛典年度最佳电视剧新人奖
- 2012年奇艺盛典最具人气内地男演员奖
- 2012年奇艺盛典网络最受欢迎男演员奖
- 2012年Men's Joker型男志盛典年度新锐型男典范奖
- 2011年搜狐电视剧盛典年度最佳新人奖
- 第六届腾訊星光大典年度影视新人奖
- TVshow2011娱乐电视大奖年度最佳男配角奖
- 2011年度娱乐星锐榜年度影视演员
- 2014年華鼎獎最佳男配角（提名）
- 2014年香港電影金像獎最佳新演員（提名）
- 2014年華語青年影像論壇年度新銳男演員

## 個人生活
2017年7月，林更新和女演员王丽坤在日本代官山旅游，同行还有赵又廷、高圆圆夫妇。同年12月，媒体拍到林更新和王丽坤在餐厅与友人用膳后，陪同王丽坤返回住处。
2020年11月，林更新被曝光与女演员、模特盖玥希在餐厅包厢内有不少亲密举动。林更新不仅喂女方吃东西、在台底手牵手，更将女方的手放在他的大腿上。饭局结束后，林更新与女方拥抱，帮她穿外套，离开时还相拥亲吻。林更新与盖玥希方面事后皆称“不方便回应”。
2024年4月，林更新被拍到驾车与女歌手史芮伊出游，两人穿着相似的浅色连帽外套。

## 爭議

### 《步步驚情》出演風波
2013年2月2日，林更新在南京參加活動時表示未接到演出《步步驚心》續集《步步驚情》的邀約，「我沒有接到劇本，所以不知道有沒有我」。次日，唐人影视總裁蔡藝儂在微信朋友圈反驳林更新，「一個人撒謊可以到這種地步：我十月分在三里屯與林喝咖啡，力邀他出演續集，他說興趣不大，然後提出解約。我說你幫我想個說法向團隊交代，他說他以出演續集作為解約的交換條件！」。之后唐人在5日發表聲明指林更新與唐人電影簽署10年約，期限到2020年，期間禁止林更新私接工作。

### 唐人解約官司
2012年12月，林更新向唐人发出解约通知，并于2013年2月状告唐人未按合约安排参演影视作品，属违约行为，要求解约。一審法院審理後，認為林更新單方面解約符合法律規定，判決確認雙方於2012年12月解除合約。2013年8月26日，上海一中院二審認為，經紀公司無違約行為，且林更新在2012年12月之後擅自參加商業代言等活動，違反合同約定，造成經紀公司損失，經紀公司有理由要求按照合約分得林更新演藝收入中的30%部分。最終林更新被判因無故要求解除合約，賠償經紀公司損失人民幣195萬元。

### 周子瑜國旗事件
2016年1月，周子瑜在韓國綜藝節目上表示自己來自台灣，並且展示中華民國國旗，遭在大陸發展的台灣藝人黃安狙擊。周子瑜韓國經理人公司JYP公開發表周子瑜道歉影片。林更新於微博譏諷周子瑜「道歉來的太突然，還沒來得及背稿」。

## 外部連結
- 林更新的Instagram帳戶
- 林更新的新浪微博
- 林更新的新浪博客
- 林更新在互联网电影资料库（IMDb）上的資料（英文）
- 林更新在香港影庫上的簡介
- 林更新在豆瓣上的资料（简体中文）
- 林更新在时光网上的簡介（简体中文）